# 殿さまキングス
殿さまキングス（とのさまキングス）は、日本の音楽グループ。愛称は「殿キン」（とのきん）。コミックバンドから歌謡コーラス・グループに転向して成功を収める。「なみだの操」の大ヒットで知られる。次作「夫婦鏡」もミリオンセラーになり、連続ミリオンは史上初の快挙であった。

## 概要
前身は1960年6月に結成のファンキーガイズというボーイズ物であった。結成時のメンバーは5人でのちに4人となった、メンバーはリーダー長田あつし、宮路おさむ、尾田まもる、戸沢清の4人であった。
大ヒット曲「なみだの操」の影響で、歌謡曲が主流になったが、元々はコミックバンドとしてお笑い番組に多数出演していた。ちなみに「殿さま」という名前は「キング」を日本風に言い換えようとして思いついたという。
1967年に結成。『大正テレビ寄席』（NET）などバラエティ番組に多数出演していた。その後、歌謡曲を歌うバンドに転身、1973年にリリースした「なみだの操」は300万枚近い爆発的なヒットとなった。1975年にリリースした「夫婦鏡」もミリオンセラーになった。連続ミリオンは史上初。演歌系の楽曲に限らず、「恋は紅いバラ」「けい子のマンボ」などのリズムもの、「ハワイ音頭」「ブラジル音頭」などのワールドものにも意欲的に取り組んだ。その後もバンド活動などしていたが、昭和天皇の病状悪化を受けた“自粛ムード”によって、いわゆる「営業」の数が激減したこともあり、1990年に解散。メンバーはその後ソロで活躍、懐メロ番組などで不定期に再結成をした。1970年代は演歌系が中心だったが、1980年代にはポップスの要素も織り交ぜている。
小西良太郎はぴんからトリオの二番煎じと評している。殿さまキングスの所属レコード会社はビクターで、ぴんからの所属コロンビアとは、昭和初期から追いつ追われつの老舗同士で、意地でもこのジャンルを独走させたくなく、その面子の突っ張り合いが天下を取った。

## メンバー
- 長田あつし （1940年9月1日[2] - 2014年8月2日[3]）-　兵庫県津名郡北淡町（現：淡路市）出身[2]。リーダー。ベース担当。解散前年に杏しのぶとオヨネーズを結成。東北弁で歌い上げたコミックソング「麦畑」が大ヒット。解散後はオヨネーズの活動を続けた。
- 宮路おさむ（現・宮路オサム）（1946年8月30日[2] - ） - 茨城県北茨城市出身[2]。ボーカル、ドラムス／スネアドラム担当。こぶしをコロコロ回してビー・ジーズの「マサチューセッツ」などを歌う、“演歌マサチューセッツ”が持ちネタだった。解散後も、継続的にステージで「なみだの操」などを歌い、歌手として活躍。また作詞、作曲家、俳優としても活躍している。
- 尾田まさる（1946年2月14日[2] - ） - 広島県出身[2]。テナーサックス、ボーカル（森進一のモノマネ系）担当。解散後はソロ歌手として活躍。
- 多田そうべい（1941年11月25日[2] - ） - 大阪府高槻市出身[2]。ギター担当。解散後は、司会、執筆、作詞、作家など多彩に活躍中。骨髄バンクを支援している。

## ディスコグラフィ

### シングル
- 1：ポリドール、2〜41：ビクター。

| #  | 発売日          | A/B面 | タイトル               | 作詞           | 作曲         | 編曲       | 規格品番   |
| -- | --------------- | ----- | ---------------------- | -------------- | ------------ | ---------- | ---------- |
| 1  | 1970年 9月1日   | A面   | 競馬ソング             | 京まさと       | 荒井英一     | クニ河内   | DR-1549    |
| 1  | 1970年 9月1日   | B面   | 天国と地獄             | 信楽潤         | 信楽潤       | クニ河内   | DR-1549    |
| 2  | 1973年 3月25日  | A面   | 北の恋唄               | 千家和也       | 彩木雅夫     | 藤田はじめ | SV-1137    |
| 2  | 1973年 3月25日  | B面   | 男の嘘                 | 千家和也       | 彩木雅夫     | 藤田はじめ | SV-1137    |
| 3  | 1973年 7月25日  | A面   | 北の宿                 | 鳥井実         | 彩木雅夫     | 竹村次郎   | SV-1148    |
| 3  | 1973年 7月25日  | B面   | 無情の雨               | 森山としはる   | 彩木雅夫     | 竹村次郎   | SV-1148    |
| 4  | 1973年 11月5日  | A面   | なみだの操             | 千家和也       | 彩木雅夫     | 藤田はじめ | SV-1162    |
| 4  | 1973年 11月5日  | B面   | 裏町人情               | 千家和也       | 彩木雅夫     | 竹村次郎   | SV-1162    |
| 5  | 1974年 5月25日  | A面   | 夫婦鏡                 | 千家和也       | 彩木雅夫     | 藤田はじめ | SV-1178    |
| 5  | 1974年 5月25日  | B面   | 別れ椿                 | 千家和也       | 彩木雅夫     | 藤田はじめ | SV-1178    |
| 6  | 1974年 11月5日  | A面   | おんなの運命           | 千家和也       | 彩木雅夫     | 山田一芳   | SV-1205    |
| 6  | 1974年 11月5日  | B面   | おとこ酒               | 千家和也       | 彩木雅夫     | 神保正明   | SV-1205    |
| 7  | 1975年 3月5日   | A面   | 浮草の宿               | 千家和也       | 彩木雅夫     | 神保正明   | SV-1218    |
| 7  | 1975年 3月5日   | B面   | こんな女もいるのです   | 千家和也       | 彩木雅夫     | 神保正明   | SV-1218    |
| 8  | 1975年 6月25日  | A面   | なみだ心               | 円山千津子     | 井上忠夫     | 山田一芳   | SV-1234    |
| 8  | 1975年 6月25日  | B面   | さすらい心             | 山口洋子       | 猪俣公章     | 竹田由彦   | SV-1234    |
| 9  | 1975年 9月25日  | A面   | 女の純情               | 千家和也       | 彩木雅夫     | 山田一芳   | SV-1251    |
| 9  | 1975年 9月25日  | B面   | 男の酒場               | 千家和也       | 彩木雅夫     | 山田一芳   | SV-1251    |
| 10 | 1975年 12月25日 | A面   | わたしは新妻           | 千家和也       | 彩木雅夫     | 山田一芳   | SV-1263    |
| 10 | 1975年 12月25日 | B面   | 別れの終列車           | 千家和也       | 彩木雅夫     | 神保正明   | SV-1263    |
| 11 | 1976年 3月5日   | A面   | 裏町ブルース           | 川内康範       | 北原じゅん   | 神保正明   | SV-1284    |
| 11 | 1976年 3月5日   | B面   | 激情                   | 川内康範       | 北原じゅん   | 前田俊明   | SV-1284    |
| 12 | 1976年 7月5日   | A面   | これしかないわ         | 川内康範       | 北原じゅん   | 小谷充     | SV-6026    |
| 12 | 1976年 7月5日   | B面   | ふたり暮し             | 川内康範       | 北原じゅん   | 前田俊明   | SV-6026    |
| 13 | 1976年 9月5日   | A面   | 恋は紅いバラ           | 千家和也       | 佐瀬寿一     | 船山基紀   | SV-6099    |
| 13 | 1976年 9月5日   | B面   | 遅すぎた手紙           | 千家和也       | 佐瀬寿一     | 船山基紀   | SV-6099    |
| 14 | 1977年 3月25日  | A面   | 殿キンの新東京行進曲   | 高田ひろお     | 井上忠夫     | 竜崎孝路   | SV-6185    |
| 14 | 1977年 3月25日  | B面   | わかれ未練             | 高田ひろお     | 井上忠夫     | 竜崎孝路   | SV-6185    |
| 15 | 1977年 6月5日   | A面   | 恋まくら               | 千家和也       | 徳久広司     | 竹村次郎   | SV-6231    |
| 15 | 1977年 6月5日   | B面   | 女の覚悟               | 千家和也       | 徳久広司     | 竹村次郎   | SV-6231    |
| 16 | 1977年 9月5日   | A面   | 女のまごころ           | 千家和也       | 彩木雅夫     | 馬場良     | SV-6278    |
| 16 | 1977年 9月5日   | B面   | 来たぜこの町へ         | 千家和也       | 彩木雅夫     | 馬場良     | SV-6278    |
| 17 | 1978年 1月25日  | A面   | あなた捜して           | 千家和也       | 徳久広司     | 竹村次郎   | SV-6356    |
| 17 | 1978年 1月25日  | B面   | あなた知らない恋ごころ | 千家和也       | 徳久広司     | 竹村次郎   | SV-6356    |
| 18 | 1978年 5月5日   | A面   | メロメロ東京           | 信楽順三       | 信楽順三     | 伊藤雪彦   | SV-6413    |
| 18 | 1978年 5月5日   | B面   | 夜汽車に乗って         | 千家和也       | 徳久広司     | 竹村次郎   | SV-6413    |
| 19 | 1978年 8月1日   | A面   | 浮草の宿               | 千家和也       | 彩木雅夫     | 神保正明   | SV-6459    |
| 19 | 1978年 8月1日   | B面   | (カラオケ)             | -              | 彩木雅夫     | 神保正明   | SV-6459    |
| 20 | 1979年 2月25日  | A面   | ふたりのクラブ         | なかむらまちこ | 平尾昌晃     | 馬飼野康二 | SV-6546    |
| 20 | 1979年 2月25日  | B面   | 秘恋                   | なかむらまちこ | 平尾昌晃     | 馬飼野康二 | SV-6546    |
| 21 | 1979年 7月25日  | A面   | もっと抱いてよ         | 中山大三郎     | 船村徹       | 栗田俊夫   | SV-6610    |
| 21 | 1979年 7月25日  | B面   | 古い女と言われても     | 西沢爽         | 船村徹       | 栗田俊夫   | SV-6610    |
| 22 | 1979年 11月25日 | A面   | 泪の波止場             | 三佳令二       | 黄善友       | 伊藤雪彦   | SV-6660    |
| 22 | 1979年 11月25日 | B面   | 北国からあなたへ       | 千家和也       | 徳久広司     | 竹村次郎   | SV-6660    |
| 23 | 1980年 3月21日  | A面   | 千歳発愛の最終便       | 落合幸郎       | 彩木雅夫     | 湯野カオル | SV-6698    |
| 23 | 1980年 3月21日  | B面   | 契りの指輪             | 千家和也       | 彩木雅夫     | 湯野カオル | SV-6698    |
| 24 | 1980年 5月21日  | A面   | ハワイ音頭             | 井田誠一       | 利根一郎     | 寺岡真三   | MV-3001    |
| 24 | 1980年 5月21日  | B面   | 気を抜いちゃだめね     | 剱持貴司       | 松木優       | 寺岡真三   | MV-3001    |
| 25 | 1980年 7月21日  | A面   | けい子のマンボ         | たかたかし     | 吉田正       | 寺岡真三   | SV-7025    |
| 25 | 1980年 7月21日  | B面   | 北からの手紙           | たかたかし     | 吉田正       | 寺岡真三   | SV-7025    |
| 26 | 1981年 3月21日  | A面   | 東京無情               | 吉岡治         | 岸本健介     | 伊藤雪彦   | SV-7102    |
| 26 | 1981年 3月21日  | B面   | 倖せ半分               | 臼井ひさし     | 清野友英     | 伊藤雪彦   | SV-7102    |
| 27 | 1981年 6月21日  | A面   | 黒潮ヤッサ             | 井田誠一       | 渡久地政信   | 寺岡真三   | MV-3034    |
| 27 | 1981年 6月21日  | B面   | 奄美旅情               | 大島実         | こまつ美穂   | こまつ美穂 | MV-3034    |
| 28 | 1982年 4月21日  | A面   | おまえの涙             | 宇山清太郎     | 新井利昌     | 伊藤雪彦   | SV-7207    |
| 28 | 1982年 4月21日  | B面   | 放浪列車               | 臼井ひさし     | 伊藤雪彦     | 伊藤雪彦   | SV-7207    |
| 29 | 1982年 9月21日  | A面   | あんた                 | 吉田旺         | 徳久広司     | 斉藤恒夫   | SV-7248    |
| 29 | 1982年 9月21日  | B面   | おまえ                 | 吉田旺         | 徳久広司     | 斉藤恒夫   | SV-7248    |
| 30 | 1983年 2月21日  | A面   | 火遊び蝶々             | 吉田旺         | 徳久広司     | 高田弘     | SV-7286    |
| 30 | 1983年 2月21日  | B面   | 下北半島               | 平山忠夫       | 岸本健介     | 神保正明   | SV-7286    |
| 31 | 1983年 3月5日   | A面   | ブラジル音頭           | 井田誠一       | 利根一郎     | 寺岡真三   | MV-3063    |
| 31 | 1983年 3月5日   | B面   | 殿キンのおめでた音頭   | 井田誠一       | 利根一郎     | 寺岡真三   | MV-3063    |
| 32 | 1983年 10月21日 | A面   | 係長5時を過ぎれば      | 大谷キヨコ     | モーツァルト | 前田俊明   | SV-7339    |
| 32 | 1983年 10月21日 | B面   | おまえはピューマ       | 石川すみ子     | スッペ       | 伊戸のりお | SV-7339    |
| 33 | 1984年 1月21日  | A面   | 道行き                 | 鳥井実         | 浜圭介       | 前田俊明   | SV-7359    |
| 33 | 1984年 1月21日  | B面   | 裏町哀歌               | 水木れいじ     | 浜圭介       | 竹村次郎   | SV-7359    |
| 34 | 1984年 11月5日  | A面   | 女のいきがい           | 宇山清太郎     | 四方章人     | 前田俊明   | SV-7437    |
| 34 | 1984年 11月5日  | B面   | 港の無情               | 千家和也       | 彩木雅夫     | 神保正明   | SV-7437    |
| 35 | 1985年 7月5日   | A面   | 雪国                   | たかたかし     | 市川昭介     | 斉藤恒夫   | SV-9035    |
| 35 | 1985年 7月5日   | B面   | 恋あかり               | たかたかし     | 市川昭介     | 斉藤恒夫   | SV-9035    |
| 36 | 1986年 6月21日  | A面   | 可愛いおまえ           | たかたかし     | 市川昭介     | 池多孝春   | SV-9132    |
| 36 | 1986年 6月21日  | B面   | 雪国 (新録音)          | たかたかし     | 市川昭介     | 斉藤恒夫   | SV-9132    |
| 37 | 1986年 9月21日  | A面   | デュオ雨あがり         | 吉岡治         | 岡千秋       | 近藤進     | SV-9159    |
| 37 | 1986年 9月21日  | B面   | 情熱のルンバ           | 千家和也       | たきのえいじ | 高田弘     | SV-9159    |
| 38 | 1987年 5月21日  | A面   | あまのじゃく           | 秋元康         | 彩木雅夫     | 伊戸のりお | SV-9239    |
| 38 | 1987年 5月21日  | B面   | 港町まっさかさま       | 鈴木宗敏       | 彩木雅夫     | 伊戸のりお | SV-9239    |
| 39 | 1988年 2月21日  | A面   | ありがとうおまえ       | 岸本健介       | 岸本健介     | 斉藤恒夫   | SV-9314    |
| 39 | 1988年 2月21日  | B面   | 風子                   | 坂口照幸       | 岸本健介     | 斉藤恒夫   | SV-9314    |
| 40 | 1989年 5月21日  | A面   | 北の酒場にいた女       | 坂口照幸       | 大谷明裕     | 伊戸のりお | SV-9425    |
| 40 | 1989年 5月21日  | B面   | ふたりのクラブ         | なかむらまちこ | 平尾昌晃     | 伊戸のりお | SV-9425    |
| 41 | 1989年 10月21日 | 01    | 愛のともしび           | たかたかし     | 市川昭介     | 斉藤恒夫   | VDRS-10006 |
| 41 | 1989年 10月21日 | 02    | 雨降れば…愛            | 多田宗之介     | 彩木雅夫     | 伊戸のりお | VDRS-10006 |

### ミニLP
- FX-3005 殿キンの静聴！日本民謡 フィリップスレコード

### アルバム
- FS-8114 宴会のうた 民謡編その1 (1971年)
- FX-5005 殿様キングス民謡に挑戦!
- 2OA-1 殿キンの日本全国うかれ旅 上記全て日本フォノグラム
- 北の恋唄(1974年)
- グランド・デラックス(1974年)
- 有線ベストヒット(1975年)
- 流行歌(1981年)
- パロッタ・クラシック（1983年。楽曲と演奏はクラシック音楽、歌詞とヴォーカルはド演歌、という意欲作。2007年、『殿キン・カンタービレ〜パロッタ・クラシック』のタイトルでCD化）
- エッセンシャル・ベスト（2007年）
- ウラ・ベスト集〜ブラジル（2007年。「ハワイ音頭」「ブラジル音頭」など、通常のベスト盤には収録されなかったコミカルな楽曲を中心に構成。そのほか未発表曲、初期の楽曲も収録）
- 殿キンのスーダラ外伝〜クレイジーキャッツを歌う（2007年。1970年ごろ録音された、ミュージック・テープ用音源のCD化。ブックレットには長田あつしインタビューを掲載）

ほか。

## 主なテレビ出演
- 60分笑いっぱなし!!（1972年、日本テレビ） - レギュラー

### NHK紅白歌合戦出場歴
| 年度/放送回               | 回 | 曲目         | 出演順 | 対戦相手 |
| ------------------------- | -- | ------------ | ------ | -------- |
| 1974年（昭和49年）/第25回 | 初 | なみだの操   | 07/25  | 梓みちよ |
| 1975年（昭和50年）/第26回 | 2  | 女の純情     | 08/24  | 佐良直美 |
| 1976年（昭和51年）/第27回 | 3  | 恋は紅いバラ | 15/24  | 藤圭子   |